# Gee Atherton
George David Atherton (* 26. Februar 1985 bei Salisbury, Großbritannien), bekannt als Gee Atherton, ist ein britischer Mountainbiker. Seine größten Erfolge erzielte er im Downhill.
Seine Schwester Rachel Atherton und sein Bruder Dan Atherton sind ebenfalls professionelle Mountainbiker.

## Werdegang
Zum Radsport kam Atherton durch seinen älteren Bruder Dan, zuerst mit BMX und seit 1999 im Downhill. Sein erstes Weltcup-Rennen gewann er 2004 in Schladming, im selben Jahr wurde er erstmals Britischer Meister im Downhill. Nach zahlreichen Erfolgen bei weltweiten Mountainbike-Events kam er im Gesamtweltcup 2008 auf den dritten Platz im Downhill. 2008 gewann er auch seinen ersten Weltmeistertitel im Val di Sole. Beim Weltcup-Rennen in Andorra schafften die Atherton-Geschwister den Hattrick: Rachel und Gee gewannen jeweils den Downhill-Wettbewerb, Dan den Wettbewerb im Fourcross.
Sein erfolgreichstes Jahr im Weltcup hatte er in der Saison 2010, als er drei Rennen und die Gesamtwertung im Downhill gewinnen konnte. Am Ende der Saison belegte er Platz 1 in der Weltrangliste im Downhill. In den Folgejahren gehörte er zu den weltbesten Downhill-Fahrern, 2013 beendete er nochmals als Erster in der Weltrangliste, 2014 wurde er zum zweiten Mal Weltmeister.
Auch wenn sein Schwerpunkt beim Downhill liegt, ist er auch in anderen Gravity-Disziplinen wie dem Bikercross und dem Freeridern erfolgreich. 2007 gewann er ein Weltcup-Rennen im Fourcross, bei der unter Freeridern bekannten Red Bull Rampage belegte er in den Jahren 2004 und 2010 jeweils den zweiten Platz.
In den Jahren 2016 bis 2018 fuhr Atherton mit seinen Geschwistern für das Trek Factory Racing Team. Durch wiederholte Verletzungen konnte er an die Ergebnisse der Vorjahre nicht mehr anknüpfen. Seit 2019 fahren die Atheron-Geschwister für das Team Atheron Racing, das von ihrer eigenen Bike-Firma gesponsert wird. Neben dem Weltcup startet Atheron regelmäßig bei anderen Downhill-Rennen, u. a. beim Red Bull Foxhunt und beim Red Bull Hardline, einem Einladungsrennen für die weltbesten Downhill-Fahrer. Er gilt immer noch als einer der progressivsten und spektakulärsten Mountainbiker, der ständig die Grenzen des Möglichen austesten will.
Atherton dreht unter dem Titel „Ridgelines“ Mountainbike-Filme. Für den 2023 veröffentlichten vierten Teil befuhr er Klettersteige in den Dolomiten. Im Juni 2021 hatte er bei einem Sturz bei Dreharbeiten schwere Verletzungen erlitten, unter anderem einen Oberschenkelbruch.

## Erfolge
| 2002 - Britischer Meister (Junioren) – Downhill 2003 - Britischer Meister (Junioren) – Downhill 2004 - Britischer Meister – Downhill - ein Weltcup-Erfolg – Downhill 2007 - Europameister – Downhill - Weltmeisterschaften – Downhill - ein Weltcup-Erfolg – Fourcross 2008 - Weltmeister – Downhill - ein Weltcup-Erfolg – Downhill 2009 - Britischer Meister – Downhill | 2010 - drei Weltcup-Erfolge – Downhill - Gesamtwertung UCI-MTB-Weltcup – Downhill 2012 - Weltmeisterschaften – Downhill 2013 - Britischer Meister – Downhill - zwei Weltcup-Erfolge – Downhill 2014 - Weltmeister – Downhill - ein Weltcup-Erfolg – Downhill 2018 - Red Bull Hardline |